# Minnesota Timberwolves
Minnesota Timberwolves és una franquícia de l'NBA amb seu a Minneapolis, Minnesota. Participa en la Divisió Nord-oest de la Conferència Oest de l'NBA. Forma part de la lliga des de la temporada 1989-90 gràcies a l'expansió de l'NBA. Anteriorment, la ciutat havia acollit els Minneapolis Lakers, una franquícia que actualment juga a Los Angeles.

## Història de la franquícia
- Minnesota Timberwolves (1989-present)

### Inicis
El bàsquet professional va tornar a Minneapolis el 1987, quan l'NBA va concedir una de les dues noves franquícies (juntament amb Orlando Magic) als propietaris originals Marv Wolfenson i Harvey Ratner per començar a jugar en la temporada 1989-90. Coneguts com els Timberwolves, l'equip va debutar el 3 de novembre de 1989 perdent davant Seattle SuperSonics per 106-94.

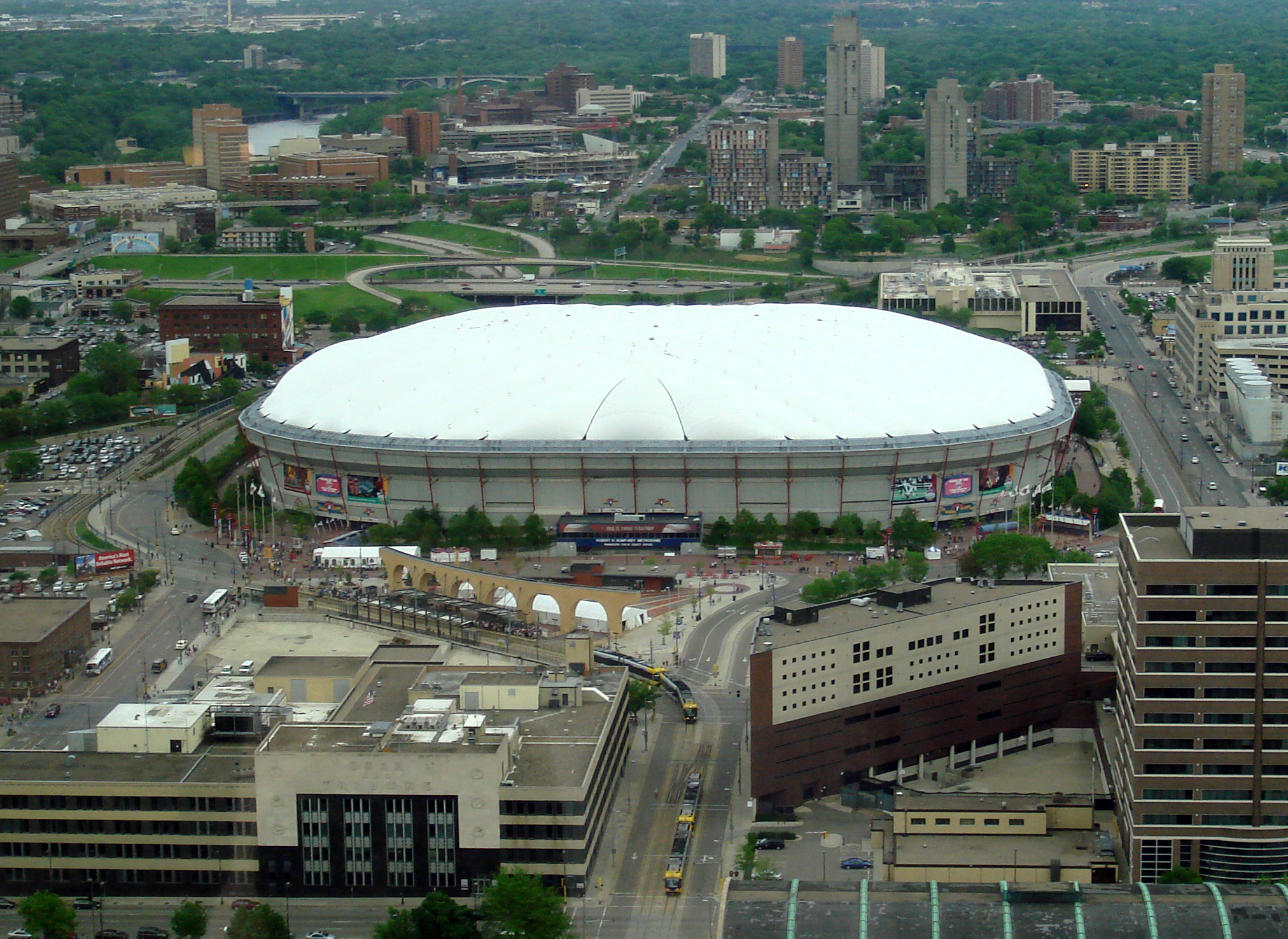
El Metrodome va ser el primer pavelló de l'equip.

Cinc dies més tard s'estrenarien en el seu pavelló el Metrodome caient amb els Chicago Bulls per 96-84. Dues nits després, els Timberwolves guanyarien el primer partit en la seva història, batent a Philadelphia 76ers a casa per 125-118 el 10 de novembre de 1989. Els Wolves, liderats per Tony Campbell amb una mitjana de 23.2 punts per partit, va finalitzar amb un balanç de 22-60 en l'últim lloc de la Divisió Mig Oest. El 17 d'abril de 1990 es va aconseguir el tercer millor registre d'espectadors en un pavelló de l'NBA, assistint 49.551 al Metrodome per veure perdre al seu equip davant Denver Nuggets per 99-88 en l'últim partit dels Wolves a casa de la temporada.
En la següent campanya la franquícia es va mudar al Target Center, guanyant 29 partits i acomiadant a l'entrenador Bill Musselman. Amb el seu successor Jimmy Rodgers, ex-entrenador dels Boston Celtics, l'equip no va millorar, finalitzant amb el pitjor registre de la lliga, 15-67. Durant els següents anys, l'equip no va saber sortir de la mediocritat en la qual estava sumida, i fins i tot es va rebutjar per part de l'NBA un moviment a la ciutat de Nova Orleans el 1994. Glen Taylor va comprar l'equip i va nomenar a Kevin McHale general manager.

### Abandonant la mediocritat
En el Draft de 1995, els Timberwolves van seleccionar a Kevin Garnett i van fitxar a Flip Saunders com a entrenador. A més, Christian Laettner va ser traspassat juntament amb Sean Rooks a Atlanta Hawks per Andrew Lang i Spud Webb, i el novençà Donyell Marshall va anar a parar a Golden State Warriors a canvi de Tom Gugliotta un any abans. Amb aquest nou bloc i el prometedor Garnett, que va fer una mitjana de 10,4 punts en la seva primera temporada en la lliga, els Wolves van finalitzar cinquens en la seva divisió i van aconseguir un balanç de 26-56.
El 1996, l'equip va traspassar els drets de Ray Allen a Milwaukee Bucks pels de Stephon Marbury, afegint un gran anotador a la plantilla per complementar-se amb Garnett. Aquesta temporada, Garnett i Gugliotta es van convertir en els primers jugadors de l'equip a ser seleccionats per disputar l'All-Star Game, a més d'aconseguir la classificació a playoffs per primera vegada després d'aconseguir un balanç de 40-42. No obstant això, la participació dels T-Wolves en la postemporada va ser fugaç en caure en primera ronda amb els Houston Rockets en tres partits. La franquícia també va decidir donar una nova imatge, afegint el negre als colors i substituint el logo original per un llop grunyint envoltat de sis arbres.
El 1997, Garnett va fer una mitjana de 18,5 punts i 9,6 rebots per partit, alternant-se amb els grans ala-pivots de l'NBA, mentre que Marbury va aconseguir uns positius 17.7 punts i 8.6 assistències de mitjana. Malgrat la baixa per lesió de Gugliotta a mitjan temporada, els Timberwolves van realitzar la seva primera temporada positiva (45-37) i van accedir als playoffs per segon any consecutiu. Davant Seattle SuperSonics en primera ronda, l'equip va aconseguir la seva primera victòria en postemporada, encara que van tornar a caure eliminats de nou tot just començar. El 1998, els Wolves van signar un contracte a Garnett sense precedents; 6 anys, 126 milions de dòlars.
A causa de l'alta fitxa de KG, els Timberwolves no podien mantenir a Gugliotta i a Marbury, i tement que demanessin contractes similars al de Garnett, van deixar l'equip. Minnesota va tornar a accedir als playoffs, després de finalitzar la temporada regular del tancament patronal amb un balanç de 25-25. Per tercera vegada consecutiva, tornaven a ser derrotats en primera ronda, en aquesta ocasió en mans dels San Antonio Spurs.

### L'era de Kevin Garnett (2000-2007)

#### 1999-2000
En el Draft de 1999, els Wolves van seleccionar al madrileny de naixement Wally Szczerbiak. En la seva primera temporada en l'NBA es va convertir en el tercer màxim anotador de l'equip amb 11.6 punts per partit. Liderat per Kevin Garnett i els seus 22.9 punts i 11.8 rebots per nit, els Timberwolves van aconseguir per primera vegada en la seva història aconseguir les 50 victòries, tercer millor balanç de la seva divisió. En playoffs s'enfrontarien a Portland Trail Blazers, caient eliminats de nou en primera ronda.

#### 2000-2004

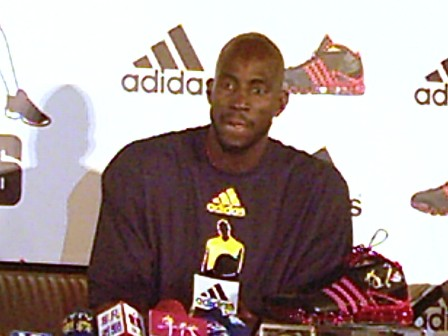
Kevin Garnett, MVP de la temporada 2003-04.

A l'estiu de l'any 2000, la desgràcia va visitar als Timberwolves amb la mort en accident de trànsit del jugador Malik Sealy. També en aquesta temporada, l'equip va signar un acord secret amb l'aler Joe Smith, violant amb això el topall salarial per franquícia i sent sancionat per la lliga amb cinc anys sense poder triar en el draft, 3.5 milions de dòlars i un any de càstig per al general manager Kevin McHale (Smith posteriorment signaria com a agent lliure amb Detroit Pistons abans de tornar als T-Wolves el 2001). Malgrat els problemes, els Timberwolves van entrar en playoffs per cinquena vegada consecutiva i, sense que gens canviés, van sortir derrotats en primera ronda pels Spurs en quatre partits.
En la temporada 2002-03, Garnett va finalitzar segon en la votació al MVP de la temporada després de fer una mitjana de 23 punts i 13.4 rebots per partit. Els Wolves, mentrestant, van aconseguir un registre de 51-31 i comptant amb l'avantatge de camp per primera vegada en la seva història es van enfrontar a Los Angeles Lakers en primera ronda de playoffs, sent eliminats un any més.
En la pretemporada de 2003, els Timberwolves es van reforçar fortament amb els fitxatges de Latrell Sprewell i el base Sam Cassell, i desfent-se dels veterans Joe Smith i Terrell Brandon.
Durant la temporada 2003-04, Minnesota es va convertir en l'equip a batre en la Conferència Oest, acabant la campanya en primera posició amb un balanç de 58-24. Per primera vegada, van superar la primera ronda de playoffs eliminant a Denver Nuggets, i posteriorment fent el mateix amb Sacramento Kings en set durs partits. Després d'arribar a les Finals de Conferència, els Lakers van ser els encarregats de donar per finalitzada l'excel·lent temporada que l'equip va realitzar. Des d'aquest dia, els Wolves no han tornat a jugar un partit de postemporada. Garnett es va consagrar com MVP de la temporada promediant 24.2 punts, 13.9 rebots i 5 assistències per partit.

#### 2004-2005

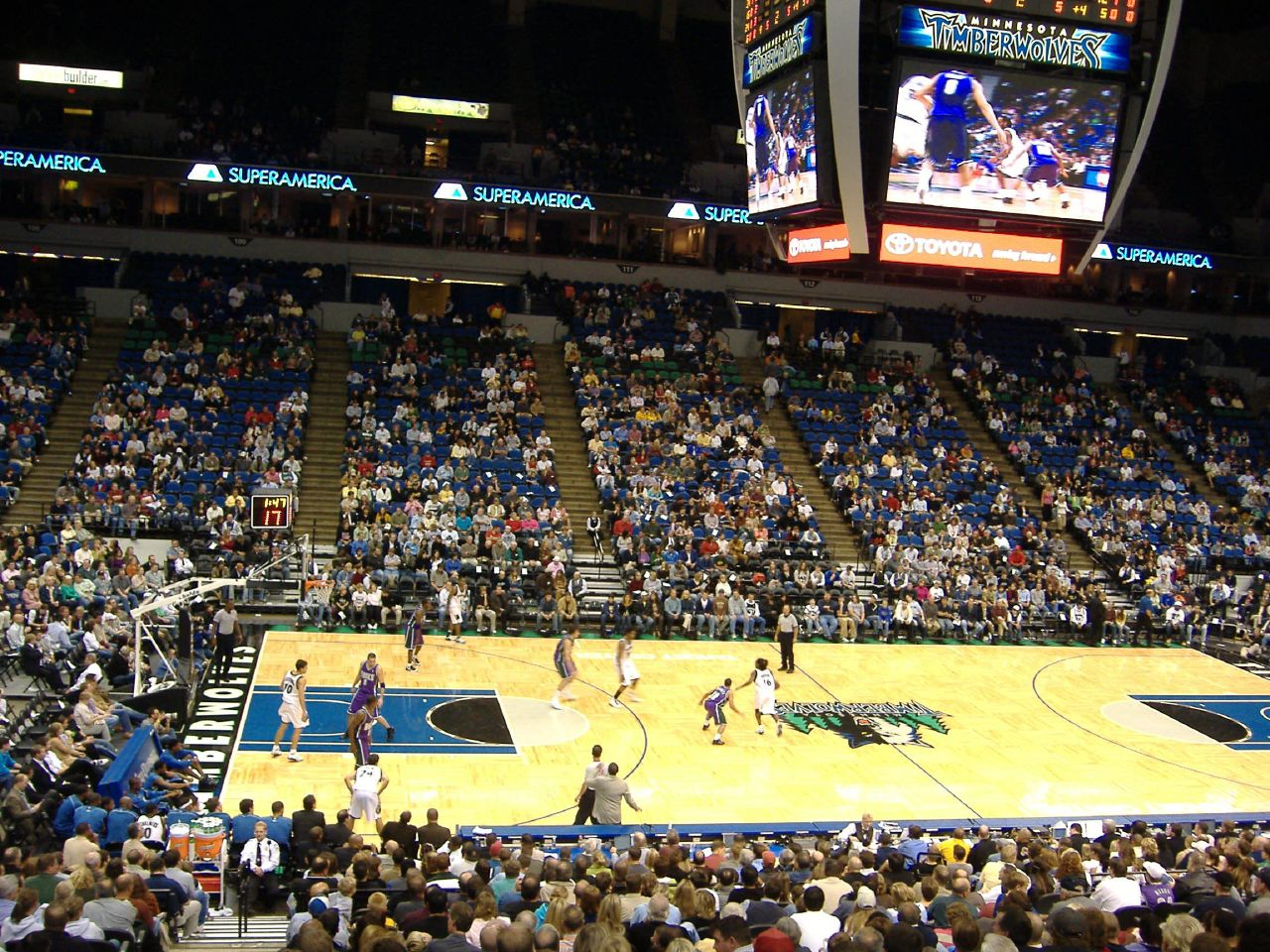
Els Timberwolves en un partit en el Target Center enfront dels Milwaukee Bucks el 2005.

En la temporada 2004-05, l'equip va mantenir el mateix bloc de la campanya anterior, però a causa de disputes econòmiques i queixes dels jugadors clau Sprewell i Cassell, a més de Troy Hudson, l'entrenador Flip Saunders va ser substituït a mitjan temporada i va ser substituït pel general manager McHale. La temporada va ser un fracàs, ja que no es van aconseguir els playoffs per primera vegada en vuit anys malgrat acabar amb un rècord positiu de 44-38.
Durant l'estiu de 2005, els Wolves i McHale van començar la cerca d'un nou entrenador cap. El 17 de juny es va anunciar el fitxatge de Dwane Casey, assistent de l'entrenador en els SuperSonics. Es convertia en el setè entrenador en la història de la franquícia. En el Draft de l'NBA, els Wolves van seleccionar a l'escorta Rashad McCants de North Carolina en la catorzena posició, i en segona ronda, Bracey Wright d'Indiana.
En la pretemporada, es va consumar el traspàs de Cassell a Los Angeles Clippers per Marko Jarić i Lionel Chalmers. També es va fitxar com a agent lliure a Nikoloz Tskitishvili. Ja a mitjan temporada, Wally Szczerbiak, Dwayne Jones, Michael Olowokandi i una futura primera ronda de draft va ser enviat a Boston Celtics a canvi de Ricky Davis, Mark Blount, Justin Reed, Marcus Banks i dues eleccions de segona ronda de draft. El mateix dia, el conjunt es va desfer també de Tskitishvili enviant-lo a Phoenix Suns per una segona ronda de draft de 2006.

#### 2006-2007
Els Timberwolves van seleccionar al futur Rookie de l'Any, el base Brandon Roy, en la sisena posició del Draft de 2006. Immediatament, va ser traspassat a Portland Trail Blazers a canvi dels drets de Randy Foye, setena elecció del draft, i diners. També van seleccionar a Craig Smith en el lloc 36, quallant una gran temporada i sent nomenat a posteriori en el segon millor quintet de rookies (Foye ho va ser en el primer).
El 23 de gener de 2007, Casey va ser acomiadat, deixant l'equip amb un balanç de 53-69 després d'una temporada i mitja. Els Timberwolves van finalitzar la campanya amb un trist 32-50 (20-20 amb Casey i 10-30 amb Randy Wittman, el seu substitut).
A final de temporada Kevin Garnett confirmava el seu fitxatge pels Boston Celtics, els Timberwolves van rebre a canvi, a Al Jefferson, Ryan Gomes, Sebastian Telfair, Gerald Green i Theo Ratliff. Minnesota s'acomiadava així del jugador més emblemàtic de la història de la franquícia, i iniciava una nova era de la qual Jefferson es convertiria en el jugador franquícia.

### Etapa post-Garnett (2007-2010)
El traspàs de Garnett als Celtics es va convertir en el qual el major nombre de jugadors es va involucrar en la història de l'NBA. Aquest estiu, van enviar a Mike James i Justin Reed a Houston Rockets per Juwan Howard. A l'octubre, un traspàs amb Miami Heat va portar a Ricky Davis i Mark Blount al club de Florida a canvi d'Antoine Walker, Michael Doleac, Wayne Simien i una futura primera ronda de draft.
La temporada va discórrer com es preveia: pèssima. Els Wolves van començar amb un 0-5 de global, acabant amb un global de 22-60, encara que l'equip presentava espurnes de talent, sobretot per part del jugador franquícia, Al Jefferson.
Després del draft del 2008, els Timberwolves van traspassar a O.J. Mayo, Antoine Walker, Greg Buckner i Marko Jaric a Memphis Grizzlies a canvi de Kevin Love, Mike Miller, Jason Collins i Brian Cardinal. Aquest any, el club va celebrar el seu 20è aniversari amb nou logo i equipació. Al desembre de 2008, després d'una gran derrota contra Los Angeles Clippers, l'entrenador dels Wolves, Randy Wittman, va ser acomiadat i reemplaçat per Kevin McHale. Els Wolves van remuntar i van acabar al gener amb un 10-4. No obstant això, una inoportuna lesió de Jefferson va fer que els Wolves no acabessin en playoffs, acabant amb un global de 24-58.
Per la temporada 2008-09, els Wolves fins i tot van empitjorar, acabant amb un 15-67, segon pitjor resultat en l'NBA d'aquest any, solament per darrere dels New Jersey Nets. El juny de 2009 es va confirmar que McHale no continuaria com a entrenador de Minnesota, sent reemplaçat per Kurt Rambis.
La temporada 2009-10 no va suposar cap millora pels Wolves, que van acabar amb 15-67, i de nou, últims de la Conferència Oest. Al juliol de 2010, els Wolves van traspassar al jugador franquícia, Al Jefferson, als Utah Jazz pel grec Kosta Koufos i dues futures primeres rondes de draft.

### La irrupció de Kevin Love (2010-2014)

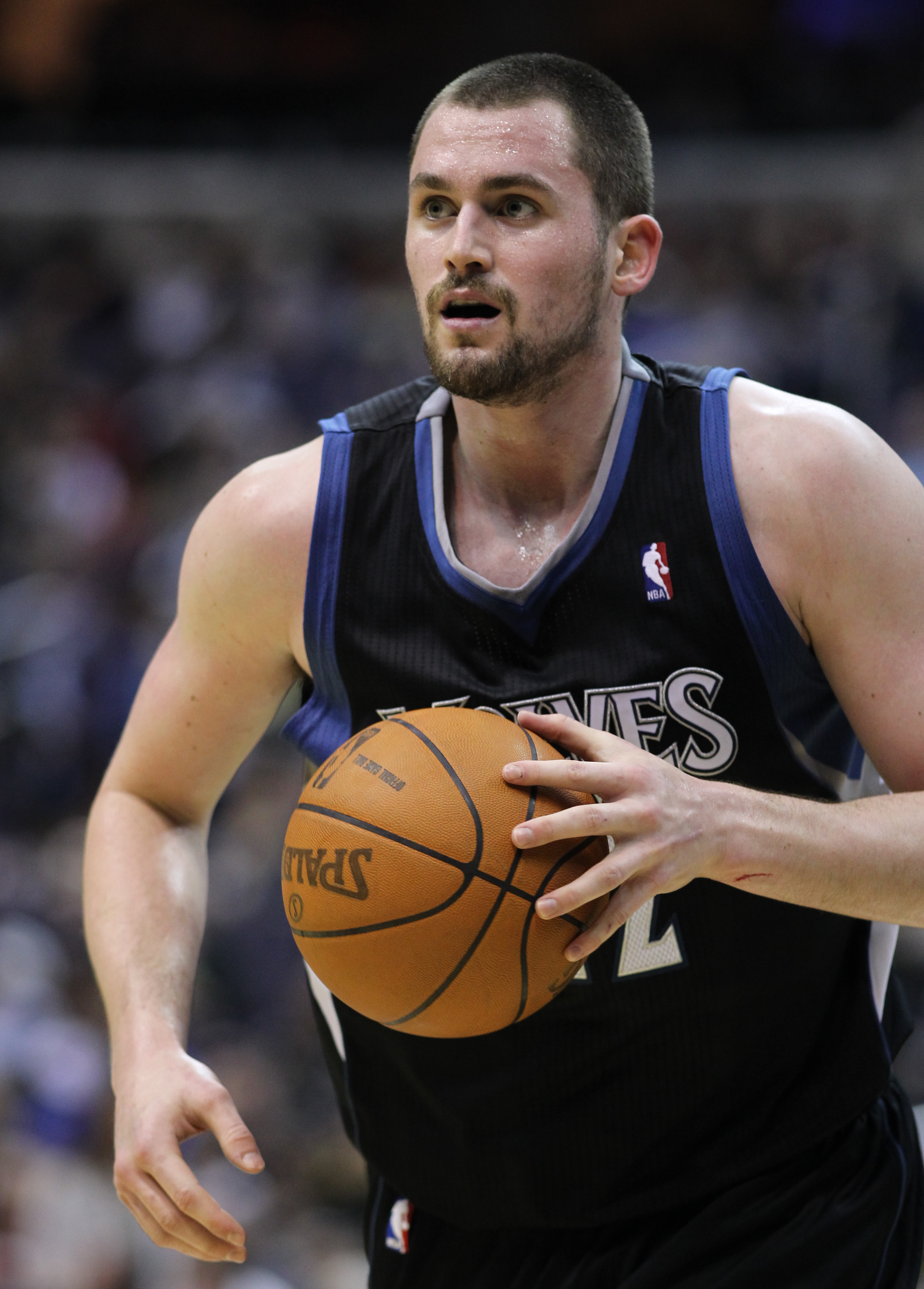
Kevin Love, actual jugador franquícia dels Wolves.

Al juliol de 2010, els Wolves van rebre a Michael Beasley procedent de Miami Heat. Al novembre, Kevin Love es va destapar anotant 31 punts davant New York Knicks. Aquesta temporada, Love va ser cridat a l'All-Star Game de l'NBA 2011, el primer jugador dels Wolves a anar a l'All-Star des de Kevin Garnett el 2007. El març de 2011, Love va aconseguir el seu 52 doble-doble davant Houston Rockets, superant la marca de Moses Malone. Al febrer, els Wolves havien traspassat a Corey Brewer i Kosta Koufos a New York Knicks per Anthony Randolph i Eddy Curri, en un traspàs a tres bandes que va portar a Carmelo Anthony als Knicks. Malgrat la irrupció de Love, els Wolves van acabar amb un 17-65 i els últims de la conferència.
En el draft de l'NBA 2011, els Wolves es van fer amb Derrick Williams i finalment van obtenir a Ricky Rubio procedent del FC Barcelona. Els Wolves també van traspassar a Jonny Flynn i a Donatas Motiejūnas a Houston Rockets a canvi de Brad Miller i les eleccions de draft Nikola Mirotic i Chandler Parsons, a més d'una futura primera ronda de draft. Posteriorment els Wolves van retornar a Parsons als Rockets i van traspassar els drets de Mirotic a Chicago Bulls per Norris Cole i Malcolm Lee. Al juliol de 2011, els Wolves van acomiadar a Kurt Rambis, i al setembre va ser anunciat com a nou entrenador Rick Adelman.
La temporada 2011-12 va començar amb molt bones sensacions pels Wolves, amb el lideratge de Kevin Love i la irrupció de Ricky Rubio que es va destapar com un dels millors rookies de l'any; no obstant això, la inoportuna lesió de Rubio al març de 2012 contra Los Angeles Lakers i les lesions d'importants jugadors com Michael Beasley o Nikola Peković van llastrar molt a l'equip, que va acabar amb un 26-40 i fora de playoffs.

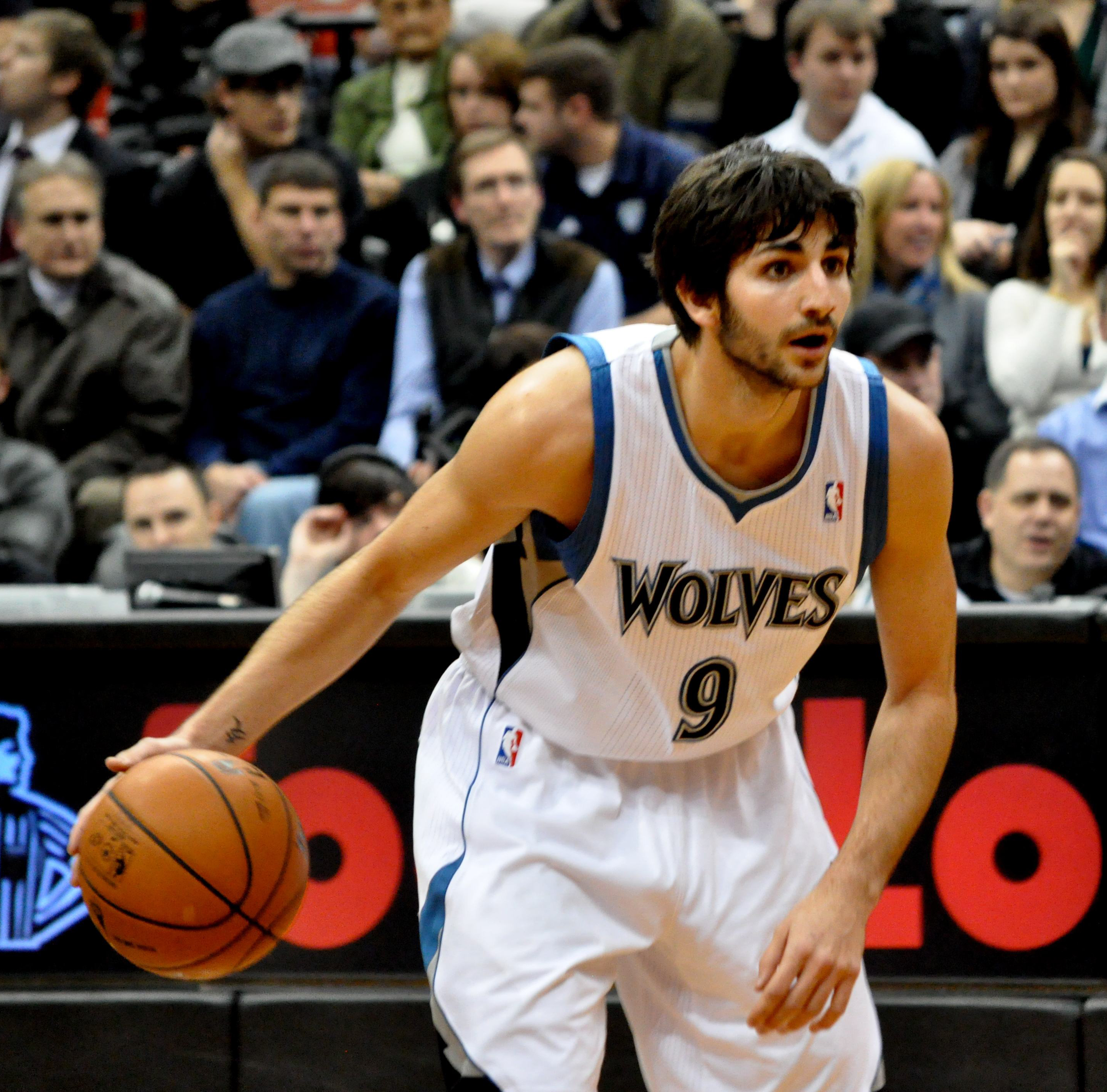
Ricky Rubio va arribar als Wolves el 2011.

Per la temporada 2012-13, els Wolves van fitxar lliures als russos Andréi Kirilenko i Aleksej Švegeu, també a Chase Budinger, Louis Amundson, Greg Stiemsma i van recuperar al retirat Brandon Roy. Al seu torn, se'n van anar Wayne Ellington, Wesley Johnson i Brad Miller, a més d'amnistiar al serbi Darko Miličić. A principis de temporada, els Wolves no van comptar amb les dues estrelles principals, Love i Rubio, tots dos lesionats. Després de 5 partits, Roy va tornar a sofrir lesions en el genoll, quedant, de nou, la seva carrera NBA en l'aire. Budinger també va sofrir una greu lesió, deixant-li mitja temporada en el dic sec. Al desembre, Rubio va tornar després de la seva llarga lesió de lligaments davant els Mavericks, però Love va recaure de la seva lesió i es va perdre la major part de la temporada, en conjunt, va ser una temporada amb molt mala sort pels Wolves, perquè gairebé tots els jugadors van caure lesionats en algun moment d'aquesta.
Per la temporada 2013-14 els Wolves acomiadaven al mànager David Kahn (el qual havia destacat per realitzar desencertades eleccions de draft com Jonny Flynn, Wesley Johnson o Derrick Williams) i contractaven a Flip Saunders, alhora que escollien a Shabazz Muhammad en el draft. Com a fitxatges arribaven lliures Kevin Martin i el pivot Ronny Turiaf. A mitjan temporada, els Wolves enviaven a Derrick Williams a Sacramento Kings per Luc Richard Mbah a Moute.

### Començament de la dinastia d'Andrew Wiggins (2014-present)
El 25 d'agost de 2014 Kevin Love és transferit en un traspàs a 3 bandes a Cleveland Cavaliers a canvi d'Andrew Wiggins i Anthony Bennett, provinents dels Cavaliers, i Thaddeus Young, provinent de Philadelphia 76ers, mentre que els Sixers adquireixen a Luc Mbah a Moute, Alexey Shved i una futura primera ronda del Draft de 2015. Amb aquest moviment els Wolves aposten pel futur dels seus jugadors, principalment al de Wiggins, ja que és considerat una de les màximes promeses de l'NBA.

## Pavellons
- Hubert H. Humphrey Metrodome (1989-1990)
- Target Center (1990-avui)

## Historial (1989-2009)
Llegenda:
G: Partits guanyats
P:Partits perduts 
%:percentatge de victòries
| Temporada              | G   | P   | %    | Play-offs                                          | Resultats a Play-offs                                                    |
| ---------------------- | --- | --- | ---- | -------------------------------------------------- | ------------------------------------------------------------------------ |
| Minnesota Timberwolves |     |     |      |                                                    |                                                                          |
| 1989-90                | 22  | 60  | .268 |                                                    |                                                                          |
| 1990-91                | 29  | 53  | .354 |                                                    |                                                                          |
| 1991-92                | 15  | 67  | .183 |                                                    |                                                                          |
| 1992-93                | 19  | 63  | .232 |                                                    |                                                                          |
| 1993-94                | 20  | 62  | .244 |                                                    |                                                                          |
| 1994-95                | 21  | 61  | .256 |                                                    |                                                                          |
| 1995-96                | 26  | 56  | .317 |                                                    |                                                                          |
| 1996-97                | 40  | 42  | .488 | 1ª Ronda                                           | Houston 3, Minnesota 0                                                   |
| 1997-98                | 45  | 37  | .549 | 1ª Ronda                                           | Seattle 3, Minnesota 2                                                   |
| 1998-99                | 25  | 25  | .500 | 1ª Ronda                                           | San Antonio 3, Minnesota 1                                               |
| 1999-2000              | 50  | 32  | .610 | 1ª Ronda                                           | Portland 3, Minnesota 1                                                  |
| 2000-01                | 47  | 35  | .573 | 1ª Ronda                                           | San Antonio 3, Minnesota 1                                               |
| 2001-02                | 50  | 32  | .610 | 1ª Ronda                                           | Dallas 3, Minnesota 0                                                    |
| 2002-03                | 51  | 31  | .622 | 1ª Ronda                                           | LA Lakers 4, Minnesota 2                                                 |
| 2003-04                | 58  | 24  | .707 | 1ª Ronda Semifinals Conferència Finals Conferència | Minnesota 4, Denver 1 Minnesota 4, Sacramento 3 LA Lakers 4, Minnesota 2 |
| 2004-05                | 44  | 38  | .537 |                                                    |                                                                          |
| 2005-06                | 33  | 49  | .402 |                                                    |                                                                          |
| 2006-07                | 32  | 50  | .390 |                                                    |                                                                          |
| 2007-08                | 22  | 60  | .268 |                                                    |                                                                          |
| 2008-09                | 24  | 58  | .293 |                                                    |                                                                          |
| 2009-10                | 15  | 67  | .183 |                                                    |                                                                          |
| 2010-11                |     |     |      |                                                    |                                                                          |
| 2011-12                |     |     |      |                                                    |                                                                          |
| 2012-13                |     |     |      |                                                    |                                                                          |
| 2013-14                |     |     |      |                                                    |                                                                          |
| 2014-15                |     |     |      |                                                    |                                                                          |
| Total                  | 673 | 935 | .419 |                                                    |                                                                          |
| Playoffs               | 17  | 30  | .362 |                                                    |                                                                          |

## Jugadors destacats
- Kevin Garnett
- Kevin Love
- Ricky Rubio
- Andrew Wiggins